# Веске Тамара Яківна
Веске Тамара Яківна (* 1 квітня 1914, Таллін — † 10 серпня 2005, Харків)  — співачка (лірико-драматичне сопрано), українська музична діячка, професор (1980), заслужений діяч мистецтв УРСР  (1979).

## Життєпис
Початкову музичну освіту здобула по класу фортепіано в Охтирці у педагога В. А. Гайдукової. З наполягання батьків полишає заняття музикою та поступає до Харківського фармацевтичного інституту, котрий закінчила 1935 року; залишена в аспірантурі при кафедрі фармацевтичної хімії. Ще 1933 року паралельно з навчанням вступає у вечірню музичну школу робітничої молоді педагога Новського, під час навчання познайомилася із майбутнім чоловіком Анатолієм Ривіним.
1937 року створює сім'ю, у 1938-у народжується дочка Ірина, котра надалі стала оперним режисером та музичним педагогом.
В 1940 році поступає до Харківської консерваторії — на вокальний факультет по класу М. І. Михайлова, одночасно продовжує працювати у Харківському військово-медичному училищі викладачем фармацевтичної хімії.
У 1941—1945 роках працювала у прифронтовому госпіталі й виступала з концертами, що давала по резервних військових частинах та евакуйованих підприємствах — разом із групами артистів місцевих філармоній. У госпіталі завідувала рентгенівською лабораторією, після роботи в якій на вечірніх музикуваннях майбутній академік Академії будівництва й архітектури Володимир Рєусов з обраницею свого життя піаністкою Наталією Єщенко.
1949 року закінчила Харківську консерваторію. З 1952 працювала в цьому ВНЗ, завідувала кафедрою сольного співу, обіймала посаду проректора. В 1980 році присвоєно вчене звання професора.
Серед підготованих нею випускників — народні артисти СРСР Ю. Богатиков, Н. Ткаченко, В. Третяк, Г. Ципола, народні артисти України О. Востряков, Г. Горюшко, В. Тришин, В.Болдирєв, народні артисти Росії В. Верестников та Л. Сергієнко, Ю. Главацький — заслужений артист Росії та народний артист Комі АРСР, Олександра Дурсенєва — заслужена артистка Росії, заслужена артистка України, професорка А. М. Резилова, заслужені артисти України Віктор Луцюк й Дмитро Попов, соліст Grand Opera Сергій Стільмашенко.

## Нагороди
- Почесне звання «Заслужений діяч мистецтв УРСР» (1979)

- 2004 року нагороджена орденом «За заслуги» III ступеня

- Медалі

- Спеціальна премія «Народне визнання».